# Vuelo 358 de Air France
El vuelo 358 de Air France se hizo conocido por salirse de pista el día 2 de agosto de 2005 en el Aeropuerto Internacional Toronto Pearson en Canadá. Se trataba de un vuelo desde París, Francia, a Toronto, Canadá, haciendo uso de un avión comercial Airbus A340 que despegó de París sin problemas a las 11:53 UTC del 2 de agosto de 2005 y aterrizó después en la pista 24L-06R del Aeropuerto Internacional Toronto Pearson a las 20:01 UTC (16:01 hora local). El avión fue incapaz de detenerse en pista y cayó en un pequeño barranco cercano, donde consiguió pararse, comenzando a arder, a unos 300 metros del final de pista. El Airbus A340-313X llevaba 309 personas a bordo (297 pasajeros, entre ellos dos niños, y doce miembros de la tripulación). Todos ellos sobrevivieron. Este accidente reflejó la importancia de los tripulantes de cabina durante una situación de emergencia. 
Muchos vuelos con salidas y llegadas a Pearson fueron cancelados, y muchos otros vuelos a Toronto Pearson fueron desviados a otros aeropuertos canadienses como Ottawa, London, Hamilton y Winnipeg. Muchos de los aviones grandes fueron desviados a Montreal, así como a Syracuse, Nueva York, y Buffalo, Nueva York. Los vuelos desde Vancouver tuvieron que dar la vuelta. En torno a 540 vuelos fueron cancelados.
El accidente del vuelo 358 de Air France fue la mayor crisis que sufrió Toronto Pearson desde la implicación de su aeropuerto en la Operación Yellow Ribbon. Jean Lapierre, el ministro de transporte de Canadá, se refirió al vuelo 358 como un «milagro» porque todos los ocupantes sobrevivieron. Otras fuentes de prensa se refirieron al accidente como el «Milagro en Toronto», el «Milagro Toronto» o el «Milagro de la pista 24L».

## Acontecimientos
El accidente se produjo el 2 de agosto de 2005 a las 20:03 UTC (16:03 hora local). El vuelo 358 de Air France, un Airbus A340-313X de 6 años, con 297 pasajeros y doce tripulantes, se pasó del final de la pista 24L en el Aeropuerto Internacional Toronto Pearson (en Mississauga, Ontario) y acabó deteniéndose en un pequeño barranco a 300 metros del final de pista. Todos los pasajeros y tripulantes evacuaron el avión de manera satisfactoria. Sólo se produjeron 43 heridos leves, y no hubo que lamentar ninguna muerte como resultado del accidente. La caída a un barranco y el posterior incendio destruyeron el avión.
El vuelo aterrizó mientras aparecían informes meteorológicos con un tiempo verdaderamente malo: de fuertes vientos, fuertes precipitaciones, y con tormentas en las proximidades del aeropuerto (ver meteorología), y no tocó tierra hasta haber sobrepasado prácticamente la mitad de la pista. Algunos pasajeros informaron que el avión se balanceaba de lado a lado antes de aterrizar, posiblemente debido a las turbulencias y a los vientos racheados asociados a los sistemas tormentosos. Un pasajero describió el accidente con un "accidente de coche, pero que continuaba moviéndose, sin parar".

El avión fue autorizado a aterrizar a las 16:04, hora local, en la pista 24L, que medía 9000 pies (2743 metros) de longitud, siendo esta la pista más corta del aeropuerto Pearson. Después de tomar tierra, el avión no se detuvo antes del final de pista, por lo que continuó 300 metros hasta caer en el barranco Etobicoke Creek, al oeste del aeropuerto y cerca del cruce de la Dixie Road y la autopista 401.

Curso del vuelo 358. Las líneas punteadas indican el procedimiento normal de aterrizaje.

Después de detenerse, se notificó la presencia de fuego en el exterior del avión y se dio la orden de evacuar el avión. Las dos salidas de emergencia traseras permanecieron cerradas debido al fuego. En la apertura de las salidas de emergencia, uno de los toboganes de salida de la mitad derecha del avión (el R3) se desinfló tras pincharse con los restos del avión, mientras que uno de los toboganes del lado izquierdo (el L2) no se desplegó del todo debido al fuego. Algunos pasajeros se vieron forzados a saltar del avión para salir. La actuación de los tripulantes de vuelo, que se aseguraron de que todos los pasajeros saliesen del avión rápidamente, contribuyó a evitar mayores lesiones a todos los pasajeros. El último en salir del avión fue el copiloto, que, no obstante, salió del avión dentro de los 90 segundos requeridos.
Los equipos de emergencia respondieron de inmediato y se desplazaron al lugar del accidente, estando en posición a los 52 segundos de que este ocurriera. El informe oficial de la TSB reflejó que "el primer vehículo llegó al lugar en menos de un minuto desde que sonase la alarma de accidente".
Después del accidente, algunos pasajeros, incluidos aquellos que habían resultado heridos, subieron del barranco a la autopista 401 que discurre prácticamente en paralelo a la pista. La Peel Regional Police localizó al copiloto y algunos pasajeros en la Autopista 401, quienes recibieron ayuda de los conductores que pasaban junto al aeropuerto cuando ocurrió el accidente. Algunos conductores llevaron a las personas heridas, incluido el piloto, directamente al hospital. El fuego principal ardió durante unas dos horas, sofocándose poco antes de las 18:00 hora local. Todos los fuegos estaban completamente apagados al principio de la tarde del 3 de agosto de 2005 y los investigadores pudieron empezar a trabajar.
El accidente provocó cancelaciones y desvíos en cientos de vuelos, extendiéndose su efecto en todo el sistema de navegación aérea de Norteamérica. Con la llegada de la noche, cuatro de las cinco pistas se volvieron a poner en servicio, pero los retrasos en vuelos (y pasajeros) continuaron hasta el día siguiente.
El accidente también provocó atascos de tráfico en todo el sistema de carreteras de Toronto. La autopista 401, una de las carreteras con más tráfico del mundo, es la ruta más importante del Gran Área de Toronto. A ello contribuyó que el accidente ocurrió cerca del punto más ancho de la autovía donde hay 18 carriles de tráfico debido al cruce de las autopistas 403, 410 y 427. Mientras se intentaba durante horas sofocar el fuego, en la autopista se produjo una congestión durante días, debido a que los conductores reducían la marcha o incluso se detenían a un lado para ver los restos. El flujo de tráfico era lento debido a las numerosas colisiones, propiciando que la Ontario Provincial Police incrementase los controles en la zona.
En 1978, el Vuelo 189 de Air Canada acabó en el Etobicoke Creek, el lugar donde acabó el vuelo 358, cobrándose la vida de dos personas. El vuelo de Air Canada se efectuaba con un Douglas DC-9 y aterrizó en la pista 24R-06L, estrellándose al norte del lugar donde lo hizo el Air France 358 y en una zona más profunda del barranco. La pista donde aterrizó el avión de Air France era la 24L-06R, una pista con orientación este-oeste con una longitud de 2,7 kilómetros (9000 pies), así que el avión no terminó demasiado lejos de la pista. Después del accidente del Air France 358, hubo muchas peticiones para que el barranco fuese rellenado o cubierto por un puente. Otros dijeron que los costes de la construcción serían verdaderamente prohibitivos, y era mejor dejarlo como estaba, asegurando la zona de final de pista.

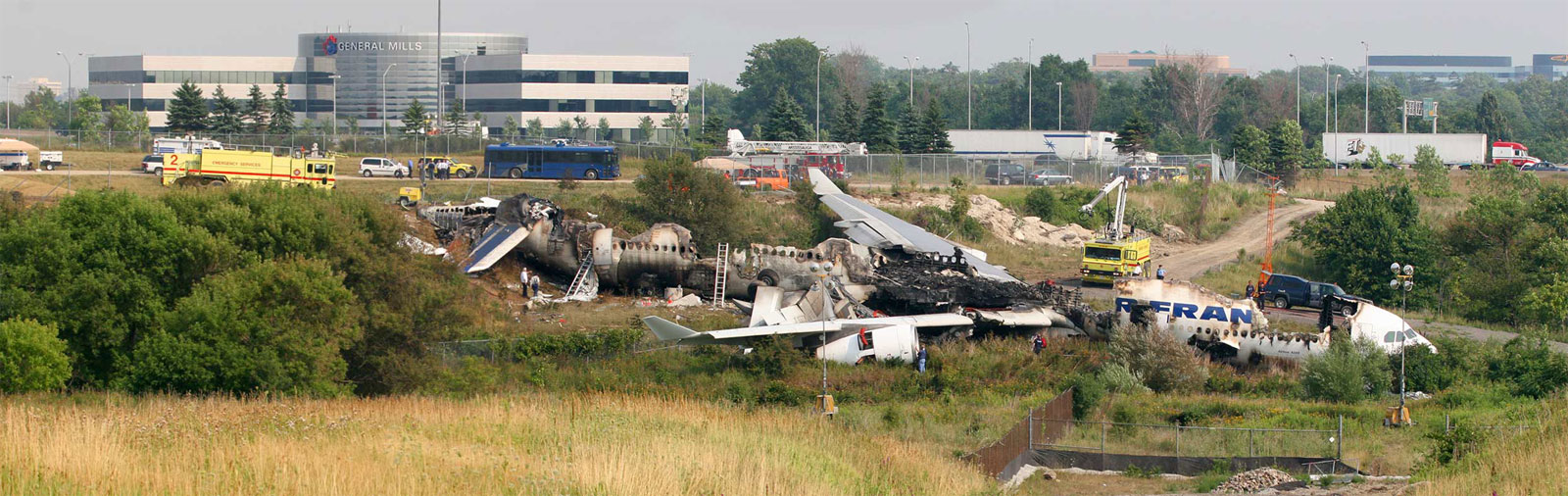
Vista panorámica de los escombros del vuelo 358.

Esta fue la primera vez que un avión del modelo Airbus A340 se vio inmerso en un accidente, finalizando su historial de 14 años sin accidentes. El avión accidentado efectuó su primer vuelo en 1999 y realizó su último chequeo de mantenimiento el 5 de julio de 2005 en Francia. El avión contaba con 3711 ciclos y un total de 28.418 horas de vuelo.
Un pasajero efectuó cuatro fotografías de la evacuación con su cámara, que fueron publicadas en los medios. El informe final del Consejo de la Seguridad en el Transporte de Canadá se refirió a las fotos y elaboró algunas de sus conclusiones del accidente basadas en la naturaleza de las fotografías. Mark Rosenker, el presidente interino del Consejo de la Seguridad en el Transporte de Canadá, criticó la idea de aquellos pasajeros que hacen fotos de accidentes alegando: "Tu preocupación es salir del avión. Tu preocupación debe ser ayudar a cualquiera que precise ayuda". Por eso, de acuerdo con Rosenker, hacer fotografías durante la evacuación de una aeronave es "irresponsable". Helen Muir, una catedrática de psicología aeroespacial en la Universidad Cranfield en el Reino Unido, sostuvo que detenerse durante la evacuación "es justo lo que no queremos que la gente haga". Muir añadió que las fotografías son "muy valiosas para los investigadores de accidentes". Ben Sherwood, un director ejecutivo de Good Morning America, creía que los fotógrafos no interrumpían los esfuerzos de rescate mientras tomaban sus fotos.

## Meteorología
Se publicó un informe METAR (observación meteorológica) para el aeropuerto Pearson justo en el momento del accidente. Este indicó que el tiempo a las 20:04 UTC (16:04 hora local), hora del accidente, tenía componentes de viento de 340° (nornoroeste) con una velocidad de 24 nudos (44 km/h) y con rachas de 33 nudos (61 km/h); así mismo indicaba que existía una visibilidad de 1.25 millas (2 km) y presencia de fuertes tormentas y precipitaciones. El techo de nubes, teniendo en cuenta que había un cielo totalmente cubierto, estaba a 4500 pies (1400 m) sobre el terreno, con nubes del tipo towering cumulus. La temperatura era de 23 °C (74 °F). De acuerdo con Air Canada Pilot, la pista 24L tiene una orientación de 227° (237° magnéticos), y los mínimos para la aproximación ILS son de 250 pies (75 m) sobre el terreno y una milla (1.6 km) de alcance visual de pista (RVR). El METAR de las 21:00 UTC (17:00 hora local), aproximadamente una hora después, mostró vientos del sur y una mejora general de las condiciones, pero incluyendo en sus comentarios "FU ALF" para indicar el humo en aumento procedente del avión en llamas.
La Canadian Broadcasting Corporation comunicó que el accidente ocurrió dos horas después de que se declarase una parada en tierra debido a las duras tormentas en la zona (estado de "alerta roja", que, por razones de seguridad, supone la detención de toda actividad en tierra en la plataforma y zona de puertas. Los aviones pueden continuar aterrizando, mientras los despegues están determinados por la cola en punto de espera). Se notificó que la visibilidad en el momento del accidente era muy mala. Había relámpagos, fuertes vientos racheados y granizo a la vez, y la lluvia comenzó a caer justo en el momento en que el avión estaba aterrizando. Después de dos horas los vientos habían pasado de 5 a 30 km/h (3 a 20 mph) y la temperatura cayó de 30 a 23 °C (86 a 74 °F). Un aviso de tormentas peligrosas estaba en vigor desde las 11:30 a. m. Y todas las salidas, así como los servicios de tierra, fueron cancelados, si bien los aterrizajes aún estaban permitidos.

## Víctimas
| Nacionalidad   | N.º de pasajeros |
| -------------- | ---------------- |
| Canadá         | 104              |
| Francia        | 101              |
| Estados Unidos | 19               |
| Italia         | 19               |
| India          | 8                |
| Reino Unido    | 7                |
| Alemania       | 2                |
| México         | 1                |
| Total          | 307              |

En el momento del accidente se encontraban a bordo del avión 309 personas, ya que estaban ocupadas sus 295 plazas, a las que hay que sumar dos niños menores de dos años (que no ocupan asiento) y los doce miembros de la tripulación. El pasaje se componía de ejecutivos, turistas y estudiantes.
Ninguno de los pasajeros en el vuelo 358 murió; tan sólo 43 personas resultaron heridas leves. De acuerdo con lo relatado por los pasajeros, el salto del avión dentro del barranco causó la mayoría de heridos, incluyendo piernas rotas, torceduras de tobillo, dolor de cuello y vértebras rotas. El capitán resultó herido en la espalda y la cabeza durante el impacto cuando su asiento salió disparado, provocando que se golpease contra los controles del techo. Estos heridos fueron llevados a los hospitales de Greater Toronto:
- Humber River Regional Hospital - Finch campus.
  - El hospital trató a siete personas por inhalación de humo.[25]
- William Osler Health Centre.
  - Etobicoke General Hospital (Toronto).[26]
  - Peel Memorial Hospital (Brampton).[27]
- Hospital for Sick Children - centro de Toronto.[28][29]
  - El hospital atendió a un bebé de nueve meses por inhalación de humo.
- Credit Valley Hospital - Mississauga.[30]

En el lugar del incidente se personaron también diversos medios de emergencia:
- Servicios de emergencia de la Greater Toronto Airport Authority - en el lugar con seis vehículos.
- Peel Regional Paramedic Services - en el lugar.[31]
- Peel Regional Police - en el lugar.
- Mississauga Fire and Emergency Services - en el lugar.
- Toronto EMS - en el lugar.
- Royal Canadian Mounted Police - en el lugar.
- Ontario Provincial Police - en la autovía 401.
- Toronto Transit Commission - dos buses para trasladar a los pasajeros a la Terminal 3.

Se interpuso una denuncia una semana después del accidente en el Palacio Superior de Justicia de Ontario. La denuncia solicitaba 269 millones de dólares canadienses en concepto de traumas psicológicos, cualquier gasto médico futuro y las pérdidas de propiedades e ingresos.

## Investigación

### Representación
El Consejo de la Seguridad en el Transporte de Canadá (TSB) tomó el control del lugar del accidente una vez que los equipos de emergencia habían terminado de extinguir el incendio. El TSB dirigiría la investigación, con la cooperación de otras entidades:
- Transporte de Canadá - Observador del Ministerio de Transporte.
- Departamento Francés de Transporte.
- Airbus.
- Air France.
- General Electric.
- Consejo de la Seguridad en el Transporte Nacional de los Estados Unidos (NTSB).

El protocolo internacional para las investigaciones de accidentes de aviación civil indica que miembros del constructor del avión, así como del país afectado, pueden participar. Puesto que GE-Aviation (filial de General Electric) tiene su base en Evendale, Ohio, el Consejo de la Seguridad en el Transporte de Canadá invitó a miembros del NTSB a participar en la investigación.

### Evidencias
La grabadora de datos de vuelo y la grabadora de voz de cabina (cajas negras) fueron enviadas a Francia para su estudio. Los resultados preliminares indicaban que el avión aterrizó a 1220 metros (4000 pies) del inicio de la pista de 2743 metros (9000 pies) (mucho más allá de lo normal) con una velocidad en tierra de 148 nudos (274 km/h. 140 nudos es lo que se considera normal) con viento en cola; se salió de pista con una velocidad de 70 nudos (130 km/h, 80 mph), pasó de largo por la zona pavimentada y cayó dentro del barranco. La extensión de las marcas de frenado de 1600 pies (490 metros) indica que se utilizó el frenado de emergencia.
Réal Levasseur, el principal investigador del TSB en el accidente, dijo que el avión aterrizó muy lejos de la zona de toma como para ser capaz de frenar el avión adecuadamente con pista mojada. Los investigadores no hallaron evidencias de problemas en los motores, fallos de los frenos, o problemas con los aerofrenos o reversas. El por qué los dos toboganes fallaron en su inflado todavía permanece bajo estudio. Algunos pasajeros fueron forzados a saltar unos dos metros hasta tierra.

### Irregularidades
El informe final de la investigación de la TSB se puede encontrar en la página de este organismo gubernamental. El TSB actualizó algunos datos —durante la tormenta, el avión entró en una zona de grandes chaparrones y la visibilidad frontal de la tripulación se vio significativamente reducida cuando entraron en la zona de precipitaciones—, según los cuales existían posibilidades de que el avión aterrizara en una bolsa de agua, lo que provocó que el avión tuviese un aterrizaje tan largo. Basándose en la guía rápida del A340-313 de Air France (QRH), en la página 34G, "Distancia de aterrizaje sin frenado automático", la distancia mínima es de 1155 metros (3788 pies) en condiciones secas para detener el avión completamente. En condiciones de lluvia la distancia de frenado con cinco nudos de viento en cola, reversas operativas y unos 6.3mm (1/4 pulgada) de agua en pista, es de 2016 metros (6614 pies). Esta pista no era pues válida para el aterrizaje del Air France 358.
Otros posibles fallos mencionados en el informe del gobierno sobre el accidente:
- Los tanques de oxígeno probablemente explotaron durante el incendio posterior (el oxígeno para las mascarillas sobre los asientos se obtiene mediante un proceso químico, si bien el avión también puede llevar oxígeno terapéutico para pasajeros que precisen un suministro constante de oxígeno durante el vuelo, así como para situaciones de emergencia a atender con primeros auxilios).
- La copia del "Informe de aeronaves accidentadas E.R.S." del aeropuerto internacional Pearson no incluía el modelo de avión A340 en el momento del accidente. Esto impidió que se incluyese información vital sobre los procedimientos de búsqueda y rescate, y conocer la localización del combustible y de los tanques de presurización para que los esfuerzos de rescate fuesen más fructíferos.

Otras irregulares que no han sido confirmadas ni desmentidas por los investigadores:
- Hubo un retraso de doce segundos entre el momento en que el avión tocó tierra y cuando el piloto aplicó las reversas, que sirven para asistir en la labor de frenado.[38]
- Una de las puertas se abrió sola durante el aterrizaje, según los testigos.[39] Las cajas negras no pudieron confirmar este dato.

### Conclusiones
El informe final del TSB concluyó que los pilotos olvidaron revisar los mínimos de pista como para tomar la decisión de aterrizar. En su informe el TSB citó que:
- Air France no tenía procedimientos relativos a la distancia requerida durante las aproximaciones y aterrizajes en condiciones de tormenta.
- Después de que se desconectase el piloto automático, el piloto al mando incrementó la potencia como respuesta al descenso de la velocidad y una percepción de que el avión comenzaba a elevar el morro. El aumento de potencia contribuyó a incrementar la energía del avión y a situarse por encima de la senda de vuelo.
- A unos 300 pies sobre el terreno, el componente de viento pasó del morro a la cola.
- Cuando se encontraba en aproximación al umbral, el avión entró en una zona de intensas lluvias y la visibilidad horizontal se vio fuertemente reducida.
- Cuando el avión se encontraba cerca del umbral, la tripulación decidió aterrizar y creyeron que ya no había posibilidad de frustrar el aterrizaje.
- El piloto que no estaba al mando no efectuó los avisos habituales de activar los spoilers y las reversas durante el rodaje en pista posterior a tomar tierra. Esto contribuyó al retraso del piloto al mando de activar las reversas.
- No hubo suficiente distancia de aterrizaje conforme a lo indicado en el plan de vuelo operacional para condiciones de pista contaminada como era el caso del aeropuerto internacional Toronto / Lester B. Pearson.
- La tripulación no calculó la distancia de aterrizaje requerida, que no era la suficiente en la pista 24L, con los partes meteorológicos (METAR) que avisaban de tormentas. La tripulación tampoco calculó la distancia adicional de seguridad.
- La topografía del área del final de pista y del final de la pista 24L contribuyeron a aumentar los daños del avión y las lesiones de tripulantes y pasajeros.[41]

Las conclusiones del TSB provocaron el cambio de la normativa de pistas canadienses de cara a un uso más seguro, ampliándolas para disponer de 300 metros como zona de seguridad de pista (o zona de seguridad de final de pista) o, donde no era posible, dotándolas de un sistema de frenado de aeronaves. Otras recomendaciones del TSB incluían la necesidad por parte del Departamento de Transporte de establecer límites claros a las aproximaciones y aterrizajes con mala meteorología para todos los operadores de aeropuertos canadienses, y la obligación de entrenar a todos los pilotos para ser capaces de tomar la decisión de efectuar aterrizajes con mal tiempo.

## Compensación
Menos de siete días después del accidente, se produjeron pagos de 1000 a 3700 dólares canadienses a los pasajeros para costear las atenciones recibidas. Estos fondos fueron dados a los pasajeros en el centro de emergencia localizado en el hotel Novotel de Mississauga, cerca del aeropuerto. Estos pagos fueron independientes de las compensaciones solicitadas en el proceso, de aquellos que habían interpuesto una demanda tras no alcanzar un acuerdo. Se esperaba que las aseguradoras de Air France pagasen por todos los daños así como una compensación adicional por el malestar causado a los pasajeros. Sin embargo, sólo se ofrecieron cantidades de 6000 a 9000 euros, propiciando que los pasajeros recurriesen a las acciones legales para llegar a un acuerdo satisfactorio. El seguro estaba contratado con Société de Gestion & D'Expertises D'Assurances en Francia. Se ofreció a todos los pasajeros un billete de ida y vuelta gratuito a cualquier destino de Air France en el mundo en la misma clase que habían utilizado en el Air France 358.

## Asuntos legales

### Litigio de los pasajeros contra Air France, GTAA, y Nav Canadá
Pocos días después del accidente, todos los pasajeros a bordo decidieron presentar una demanda a través de su representante, Suzanne Deak, en el juzgado superior de Ontario. Los abogados que representaron a Deak y los pasajeros fueron Gary R. Will y Paul Miller de Will Barristers de Toronto. Los abogados solicitaron el pago general así como el de daños con agravantes, cifrado en 75 millones de dólares canadienses, y pagos por daños especiales y daños propios cifrados en 250 millones de dólares canadienses. 
Una segunda demanda fue presentada por los abogados Sahar Alqudsi y Younis Qawasmi (su marido) por 150 millones de dólares canadienses. Finalmente, ambas demandas se fusionaron en una sola.
Air France sostuvo que no perdería dinero por los litigios al estar cubierta por sus aseguradoras. Además, Air France no proporcionó más datos ni asistencia a quienes habían optado por el proceso judicial, hasta que los abogados de ambas partes llegasen a un acuerdo.

### Discusión legal de Air France contra GTAA, Nav Canadá y el Gobierno Federal
En junio de 2008, casi tres años después del accidente, Air France interpuso una demanda contra la Greater Toronto Airports Authority, Nav Canadá y el Gobierno Federal Canadiense por 180 millones de dólares canadienses. En el comunicado oficial sobre la demanda presentada en el Juzgado Superior de Ontario, Air France alegó que la "GTAA no proporcionó unos medios de seguridad adecuados para dirigir las operaciones aéreas civiles". El comunicado oficial también lamentaba que "la salida de pista y posteriores lesiones a los pasajeros y daños a la propiedad eran debidas únicamente a la negligencia de los acusados". Air France dijo que Transportes de Canadá era "negligente" por no haber implementado las recomendaciones de la investigación judicial de un accidente producido en 1978 que urgía a la creación de zonas de seguridad de 300 metros para dar a los aviones más espacio para detenerse después de aterrizar.

## Secuelas
Como ocurre con muchos números de vuelo después de que haya tenido un accidente, el vuelo 358 de Air France dejó de existir. Este número de vuelo fue cambiado por el de vuelo 352 de Air France, que utilizaba también un Airbus A340-300 (el mismo tipo de avión que tuvo el accidente) o un Boeing 747-400, dependiendo del momento del año.
Una investigación del Consejo de la Seguridad en el Transporte de Canadá descubrió que las zonas de seguridad de pista en los aeropuertos canadienses estaban por debajo de los que existían en otros aeropuertos internacionales y necesitaban mejorarse. Asimismo el TSB sugirió la necesidad de que se tuviese precaución (tanto por aerolíneas como por aeropuertos) cuando las aeronaves aterrizan en condiciones de mal tiempo.

## Dramatización
El accidente fue presentado en un episodio del programa de televisión canadiense Mayday: catástrofes aéreas, titulado «Fuga milagrosa». Y luego el accidente fue presentado en la subserie Mayday: Informe Especial, titulado «Riesgos al aterrizar».
El accidente fue presentado también en un reportaje especial de The Weather Channel Storm Stories, para reflejar la complejidad de manejar un avión durante un proceso tormentoso o durante fuertes precipitaciones.